# 净土寺 (应县)
39°34′00″N 113°11′16″E / 39.56667°N 113.18778°E
净土寺位于中国山西省朔州市应县城内，2006年被列为第六批全国重点文物保护单位。

## 历史
净土寺始建于金天会二年（1124年），大定二十四年（1184年）重修。
文化大革命前，净土寺原有山门、钟鼓楼、天王殿、伽蓝、祖师殿、古佛殿、金刚殿、大雄宝殿、菩萨殿，依次排列，文革“破四旧”期间被毁，现仅剩大雄宝殿。

## 明代三次大修
在明代，净土寺曾经经历了三次的大修，分别在大明景泰年间、大明成化年间和大明崇祯年间。在大雄宝殿的三根梁柱上有相关重修的记录。
「維大明景泰伍年歲次甲戌四月己巳二十九日庚戌守備應州都指揮僉事唐鍳本寺住持重修。」
「維大明成化十九年歲次癸卯三月丙辰二十六日戊午本寺修造僧宗錢裝修。」
「維大明崇禎七年歲次甲戌四月十二日募緣興建至九年歲次丙子仲夏吉旦合州衆善施財重修。」

## 建筑
净土寺坐北朝南，现仅存大雄宝殿和西配殿。大雄宝殿为金代原构，面阔进深各三间，单檐歇山顶，殿内天花藻井和天宫楼阁是小木作的经典之作。

## 保护
2006年5月25日，净土寺列为第六批全国重点文物保护单位，编号6-398。